# Bezade
Ustade Calamadim, Camaledim ou Camaludim Bezade (em persa: کمال‌الدین بهزاد‎; romaniz.: Ustād Kamāl Ad-dīn/Ud-dīn; ca. 1455?, Herate - ca. 1536?, Tabriz), melhor conhecido só como Bezade, foi celebrado pintor persa cujo estilo como miniaturista e sua obra como professor foram influências essenciais à pintura islâmica persa.